# Wucker

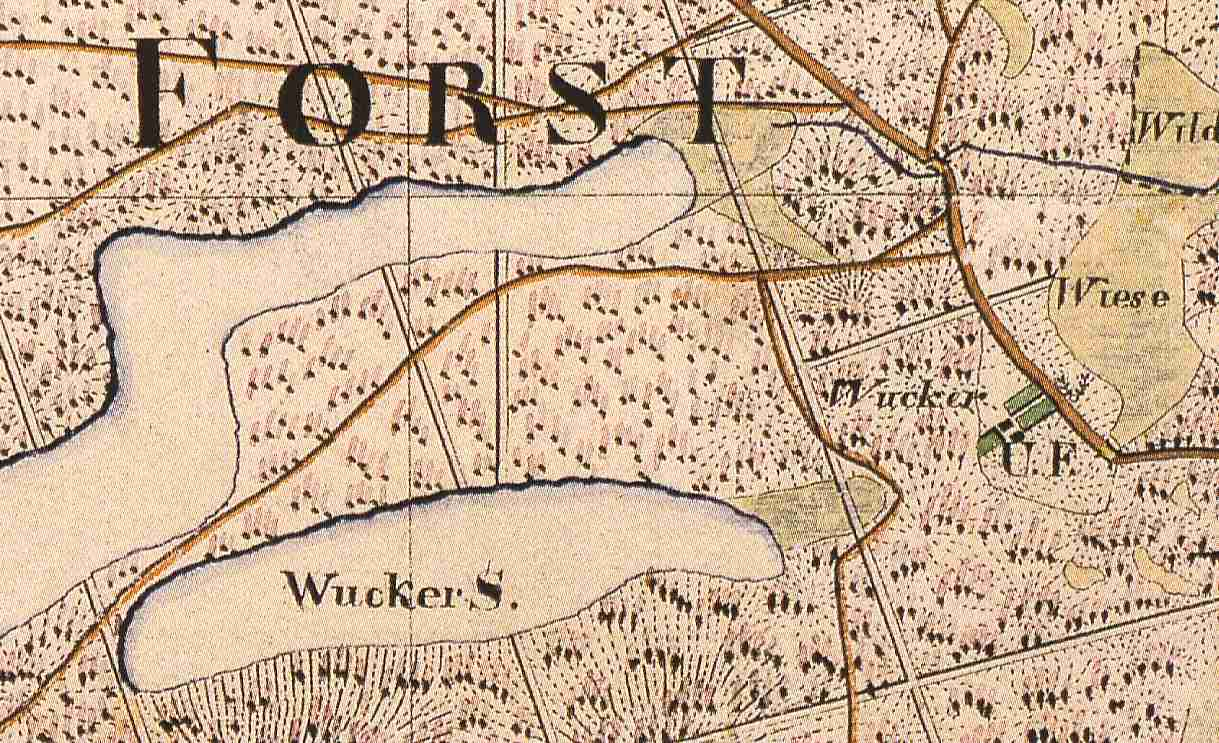
Die (Unter-)Försterei Wucker auf dem Urmesstischblatt 2947 Vietmannsdorf von 1826

Wucker [ˈvuːkɐ] ist ein Wohnplatz im Ortsteil Groß Dölln der Stadt Templin im Landkreis Uckermark (Brandenburg). Der Ursprung des Wohnplatzes geht zurück auf ein Forsthaus, das 1781 hier gebaut wurde.

## Lage
Der Wohnplatz Wucker liegt 16 Kilometer Luftlinie südöstlich von Templin und nur 6,5 nordwestlich der Stadt Joachimsthal. Etwa drei Kilometer östlich liegt Friedrichswalde. Reiersdorf liegt 4,2 km nordöstlich. Heute trägt auch ein zweiter kleiner Wohnplatz, der etwa 700 Meter westnordwestlich des Forsthauses liegt, die Straßenbezeichnung Wucker. Das Forsthaus liegt auf 78 m ü. NHN. Etwa 600 Meter südwestlich endet der lang gestreckte, Ost-West-ausgerichtete Wuckersee.

## Geschichte
1780 wurde der Plan gefasst, in der Reiersdorfer Forst einen Unterförster anzusetzen. Dem neuen Forsthaus sollten 1½ Morgen Hof- und Gartenland und acht Morgen Acker beigelegt werden. 1781 wurde die Unterförsterei Wucker am alten Weg von Gollin nach Joachimsthal, an der Kreuzung von zwei Forstwegen auf einem Gebiet errichtet, das zum Amt Zehdenick gehörte. Es ist selbstredend nach dem nahen Wuckersee benannt. Wucker hat in etwa die Bedeutung von Gebüsch umgebener See. Schon 1793 wurde das Unterförstereigehöft durch Sturm stark beschädigt. Friedrich Wilhelm August Bratring erwähnt das Forsthaus, macht aber keine näheren Angaben. Das Ortschaftsverzeichnis von 1817 führt das Forsthaus unter Wackersee. Im Urmesstischblatt 2947 Vietmannsdorf von 1826 ist sie als Wucker U.F. (Unterförsterei) eingezeichnet. Auch die Topographisch-statistische Uebersicht des Regierungs-Bezirks Potsdam und der Stadt Berlin von 1841 nennt die Lokalität (Wuker sic!), gibt aber auch keine näheren Daten. Erst in der Ortschafts-Statistik des Regierungs-Bezirks Potsdam mit der Stadt Berlin von 1861 finden wir etwas weitergehende Daten. Das Forstgehöft bestand aus einem öffentlichen Gebäude (gleichzeitig auch Wohnhaus) und fünf Wirtschaftsgebäuden. Sechs Personen lebten hier. Auch 1871 wohnten noch sechs Personen im Forsthaus, ebenso 1882 und auch 1898. Für 1903 sind dann neun Einwohner angegeben.

## Kommunale Geschichte
Das Forsthaus bzw. die Försterei Wucker und der dazu gehörende Schutzbezirk gehörten ursprünglich zum Amt Zehdenick. Bis Mitte des 19. Jahrhunderts bildete die Oberförsterei Reiersdorf einen eigenen Gutsbezirk, 1860 hieß dieser Gutsbezirk Forstrevier Reiersdorf. Dazu gehörten neben dem Schutzbezirk und Forsthaus Wucker die Oberförsterei Reiersdorf, der Schutzbezirk Döllnkrug, mit Forsthaus Döllnkrug, Gasthaus und Chausseehaus, der Schutzbezirk Groß Väter mit dem Forsthaus (ohne das Dorf Groß Väter) und der Schutzbezirk Dusterlake mit dem Forsthaus, Mit der Bildung der Amtsbezirke in der Provinz Brandenburg 1874 kam der Gutsbezirk Reiersdorf zum Amtsbezirk No. 14 des Kreises Templin den Amtsbezirk Reiersdorf. 1881 umfasste der Gutsbezirk Königliches Forstrevier Reiersdorf – nun etwas genauer – die Oberförsterei Reiersdorf, Schutzbezirk und Forsthaus Döllnkrug, Schutzbezirk und Forsthaus Dusterlake, Schutzbezirk und Forsthaus Wucker und den Schutzbezirk und das Forsthaus Groß Väter. Mit der Auflösung des Gutsbezirks Reiersdorf 1929 wurde das Forsthaus Wucker zunächst nach Gollin eingemeindet. Es war 1931 und 1950 ein Wohnplatz von Gollin. Schon vor 1957 wurde es nun nach Bebersee eingemeindet und war 1957 ein Wohnplatz von Bebersee. Zum 1. Januar 1960 wurde Bebersee nach Groß Dölln eingemeindet und Wucker wurde nun ein Wohnplatz von Groß Dölln. Nach der politischen Wende 1990 schloss sich Groß Dölln 1992 zusammen mit 13 anderen Gemeinden in der Umgebung der Stadt Templin zu einer Verwaltungsgemeinschaft zusammen, dem Amt Templin-Land. Zum 26. Oktober 2003 wurde das Amt Templin-Land per Gesetz aufgelöst und die amtsangehörigen Gemeinden in die Stadt Templin eingegliedert. Seither ist Groß Dölln ein Ortsteil von Templin, Wucker ein Wohnplatz im Ortsteil Groß Dölln der Stadt Templin.

## Die Försterei Wucker in der Hierarchie der Forstverwaltung
Die Försterei Wucker war innerhalb der Forstverwaltung der Provinz Brandenburg der Oberförsterei Reiersdorf untergeordnet. Die Oberförsterei Reiersdorf gehörte von 1817 bis 1850 zur Forstinspektion Zehdenick, ab 1850 zur Forstinspektion Neustadt-Eberswalde oder auch Forstinspektion Potsdam-Neustadt-Eberswalde. Von 1936 bis 1945 gehörte das Gebiet der Oberförsterei Reiersdorf schließlich zur Stiftung Schorfheide, die dem Preußischen Landforstmeister bzw. dem Reichsforst- und -jägermeister Hermann Göring unmittelbar unterstellt war. Nur etwa einen Kilometer südwestlich von Wucker lag das repräsentative Jagdschloss Carinhall, das sich Hermann Göring ab 1933 in mehreren Bauabschnitten errichten ließ. 1934 wurde die Oberförsterei Reiersdorf in Forstamt Reiersdorf umbenannt. Die Försterei Dusterlake gehörte dann von 1938 bis 1945 zum neu gebildeten Forstamt Groß Dölln. Nach dem Zweiten Weltkrieg wurde das Forstamt Groß Dölln wieder in Forstamt Reiersdorf umbenannt.
Heute ist Wucker Revierförsterei der Landeswaldoberförsterei Reiersdorf.

## Liste der Förster
- bis 1827 Unterförster Heinrich, wurde entlassen[20]
- 1827 bis (1855) Förster August Balcke/Balke, bisher Jäger[20][14] er wurde 1852 zum Hegemeister ernannt[21][22]
- ab 1. Juli 1865 bis 30. Juni 1883 Förster Friedrich Wilhelm Hermann Rosinsky (* 30. September 1826, † 4. März 1888), vorher in der Försterei Regelsdorf (Oberförsterei Himmelpfort),[23] er wurde in die Försterei Glambeck versetzt[24]
- ab 1. Juli 1883 bis (1888) Förster Georg Adolph Grumbach, vorher in der Försterei Groß Väter[25]
- ab 1. Juni 1888 bis (1910) Förster Hermann Carl Friedrich König/Koenig (* 3. Dezember 1853 in Hagenowsofen, Ostprignitz, † 19. Januar 1910), vorher Jäger und Forstaufseher zu Joachimsthal[26] Diensteintritt: 1. Juni 1888[27] er erhielt 1893 die Kronenorden-Medaille[28][29] zuletzt Hegemeister
- sollte zum 1. Mai 1910 in die Försterei Wucker versetzt werden, Förster Müller, Hegemeister, bisher in der Försterei Gollin[30] Versetzung kam anscheinend nicht zustande
- ab 1. Mai 1910 bis 1932 Förster Bruno Puls (* 8. Januar 1867 in Berlin), war bisher in der Försterei Theerofen (oder Försterei Wöplitz) (Oberförsterei Havelberg)[31] zuletzt Hegemeister
- ab 1. April 1932 Förster Hermann Erteld (* 31. Oktober 1879 in Landsberg/Warthe)[32]
- (1940) Oberförster Boßdorf[33]